# Ordre du Mérite colonel Guillermo Fergusson
L'Ordre du Mérite colonel Guillermo Fergusson (en espagnol : Orden al Mérito coronel Guillermo Fergusson) est un ordre honorifique de la Colombie. Il a été instauré par le décret n°3805 du 23 décembre 1985, pour honorer le personnel militaire et civil qui appartient à la Maison militaire au service du chef de l'État,.
La Maison militaire du Président de la république de Colombie a été créée par le décret n°1842 du 16 octobre 1931, avec le slogan de « L’honneur jusqu’à la mort » pour la défense du Président de la République, du Vice-Président et de leurs familles, en coordination avec les Forces Militaires. L’origine de l’institution remonte aux armées au combat, à l’époque de la Maison Royale de Bourbon en France. Elle est chargée d’exercer des fonctions cérémonielles et protocolaires dans les actes gouvernementaux et les activités diplomatiques qui se déroulent au siège de la Présidence, ou dans les lieux où le chef de l’État exerce ses fonctions, tant dans le pays qu’à l’étranger,.
La figure emblématique de l’institution est le colonel Guillermo Ferguson,, né en Irlande en 1803 et qui s’est enrôlé dans la Légion britannique en 1819, à l’âge de 16 ans, pour défendre, sous les ordres du général Simón Bolívar, la lutte pour l’indépendance de la Nouvelle-Grenade contre la monarchie espagnole. Sous le commandement des généraux José Antonio Páez et Antonio José de Sucre, il a participé aux batailles d'Ayacucho, de Junín et de Pichincha, des victoires clés qui ont permis l’indépendance des pays que nous connaissons aujourd’hui sous le nom de Colombie, Venezuela, Équateur et Pérou. Gulliermo Fergusson a été affecté comme aide de camp du libérateur Simón Bolívar et commandait la garde d’honneur du Libérateur, une unité d’élite de l’armée de Nouvelle-Grenade prête à donner sa vie, si nécessaire, pour protéger son commandant en chef. Ferguson, qui a joué un rôle déterminant dans le sauvetage de Bolívar, est mort dans la nuit du 25 septembre 1828 en défendant l’entrée du palais du gouvernement afin que le Libérateur ait suffisamment de temps pour s’échapper par l’une des fenêtres de la chambre où il se trouvait,. Selon le décret créateur de l’Ordre, Guillermo Ferguson « a donné un exemple sans équivoque de loyauté et de sacrifice en offrant sa vie dans l’accomplissement de sa mission aux côtés du président de la nation ».

## Grades
L’Ordre du Mérite colonel Guillermo Fergusson est décerné aux officiers, sous-officiers et soldats des maisons militaires au service des chefs d'État et des gouvernements étrangers et de la maison militaire de la Présidence de la République, qui, de l’avis du Conseil de l’Ordre, ont droit à cette distinction (article 2 du décret n°3805 du 23 décembre 1985).
L’Ordre est décerné en trois grades (article 8 du décret n°3805 du 23 décembre 1985), :
- Commandeur (Comendador)
- Officier (Oficial)
- Chevalier (Caballero)

Le grade de Commandeur peut être décerné aux chefs des maisons militaires au service des chefs d'État et des gouvernements étrangers et à la Présidence de la République. Il peut également être accordée aux généraux de la République et à des personnalités éminentes qui ont rendu des services inestimables à la Présidence de la République. Le grade d’officier peut être décerné aux sous-chefs des maisons militaires, ou à ceux qui les remplacent, aux aides de camp présidentiels et aux officiers supérieurs des forces armées. Le grade de chevalier peut être décerné aux officiers subalternes et aux sous-officiers qui servent dans les maisons militaires. Il peut également être accordé aux officiers subalternes, sous-officiers et soldats appartenant au bataillon de la garde présidentielle.
Dans l’ordre de préséance des décorations militaires de la Colombie, l’Ordre du Mérite colonel Guillermo Fergusson vient après l’Ordre « Croix du mérite policier » mais avant la Médaille militaire Francisco José de Caldas (Décret n°4444 du 29 novembre 2010, article 7).

## Récipiendaires notables
La seule femme à avoir été décorée de l’Ordre est le colonel Luz Adriana Tabares Trujillo, née à Cali, et qui, après avoir servi dans l’armée plus de 25 ans, a été inscrite en novembre 2021 à la liste d'aptitude pour devenir général, devenant ainsi la troisième femme à occuper ce poste important dans l’histoire de l’armée colombienne.
Par dérogation à ses statuts, réservant théoriquement la décoration aux militaires, le président sortant Iván Duque a remis l’Ordre du Mérite du colonel Guillermo Fergusson à son successeur Gustavo Petro, le vendredi 5 août 2022 à midi à la Casa de Nariño, deux jours avant l’investiture officielle de Petro le 7 août. Il s’agissait d’un événement très symbolique pour la transition politique que le pays a vécu lors de l’investiture de Petro, leader de la gauche colombienne, car les deux présidents étaient de courants politiques opposés. Iván Duque, qui avait été élu avec le parti du Centre démocratique de la ligne politique traditionnelle de droite, a donné cette décoration à celui qui a été le chef de l’opposition pendant son mandat.
L’Ordre du Mérite du colonel Guillermo Fergusson a aussi été accordé exceptionnellement à un civil, l’historien Pedro Arciniegas Rueda, en hommage posthume, en raison de ses contributions à la présidence de la République en tant que conseiller en matière historique et en tant que penseur de l’identité nationale à travers ses travaux universitaires et journalistiques.